# Krobia (gmina)
Krobia – gmina miejsko-wiejska w województwie wielkopolskim, w powiecie gostyńskim. W latach 1975–1998 gmina położona była w województwie leszczyńskim.
Siedziba gminy to Krobia.
Według danych z 30 czerwca 2016 gminę zamieszkiwało 13 077 osób.

## Struktura powierzchni
Według danych z roku 2002 gmina Krobia ma obszar 129,59 km², w tym:
- użytki rolne: 87%
- użytki leśne: 4%

Gmina stanowi 15,99% powierzchni powiatu.

## Demografia

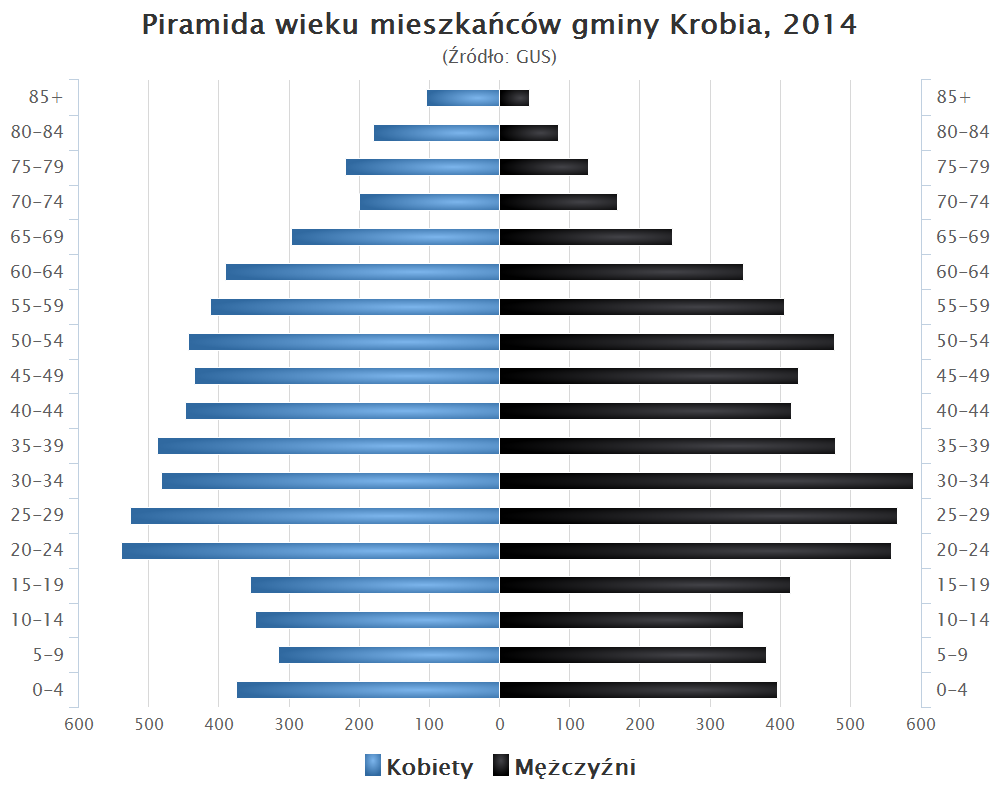
Piramida wieku mieszkańców gminy Krobia w 2014 roku

Dane z 30 czerwca 2016 roku.
| Opis                              | Ogółem | Ogółem | Kobiety | Kobiety | Mężczyźni | Mężczyźni |
| --------------------------------- | ------ | ------ | ------- | ------- | --------- | --------- |
| jednostka                         | osób   | %      | osób    | %       | osób      | %         |
| populacja                         | 13 077 | 100    | 6560    | 50,5    | 6400      | 49,5      |
| gęstość zaludnienia (mieszk./km²) | 98,8   | 98,8   | 49,9    | 49,9    | 48,9      | 48,9      |

## Sołectwa
Bukownica, Chumiętki, Chwałkowo, Ciołkowo, Domachowo, Gogolewo, Grabianowo, Karzec, Kuczyna, Kuczynka, Niepart, Pijanowice, Posadowo, Potarzyca, Przyborowo, Pudliszki, Rogowo, Stara Krobia, Sułkowice, Wymysłowo, Ziemlin, Żychlewo.
Miejscowości bez statusu sołectwa: Dębina, Florynki, Przyborowo (osada), Zygmuntowo.

## Sąsiednie gminy
Gostyń, Miejska Górka, Pępowo, Piaski, Poniec